# Halal
Halal (arabisk: حلال halāl "tilladt") er et islamisk, arabisk ord for "tilladt", som det hebraiske ord kosher. Brugen af ordet varierer mellem de arabisk-talende muslimske lande og de ikke-arabisk-talende muslimske lande.

## Anvendelsen af ordet
Halal har en generel anvendelse og en mere specifik anvendelse. I de arabisk-talende lande bruges ordet halal til at beskrive alt, der er tilladt under islamisk lov, som en modsætning til haram; alt hvad der er forbudt. Dette omfatter adfærd, tale, påklædning og manerer.

Mashbooh anvendes om det, der hverken er halal eller haram.
I de ikke-arabisktalende muslimske lande bruges ordet primært til at beskrive de muslimske madregler, specielt hvad angår kød og fjerkræ. Ordet bruges dog også i den bredere forstand i disse lande.

## Halal inden for fødevarer
En række fødevarer opfattes af muslimer som haram dvs. forbudte: svinekød, blod, dyr slagtet i andet end Allahs navn, ådsler, kødædende dyr (undtaget fisk og andre vandlevende dyr), insekter, krybdyr og alle giftstoffer (som alkohol).
Den islamiske slagtemetode dhabiha gør kød halal. Det foregår ved at skære halspulsåren, struben og spiserøret over med et enkelt snit for at få alt blodet ud af dyret, da det at spise blod specifikt er forbudt. Slagtningen af dyret er en rituel handling, der indledes med ordene "I Allahs Navn, den Barmhjertige, den Nådige" (بِسْمِ اللهِ الرَّحْمنِ الرَّحِيمِ, bismillāh, i-rahman, i-rahīm). Ved halal-slagtning kan dyret bedøves når det er muligt. I øvrigt er der en række krav til slagtningen:
- For at mindske smerten må dyret hverken føle sult eller tørst i tiden op til slagtningen.
- Dyret bør håndteres med ro og venlighed for ikke at blive nervøst.
- Andre dyr må ikke slagtes i dyrets nærvær.
- Kniven skal være så skarp som muligt, men må ikke skærpes i dyrets nærvær.
- Snittet skal være hurtigt og præcist.
- Strube og spiserør gennemskæres sammen med halspulsåren så rygmarven ikke beskadiges.

Derudover må ingen skære i dyret eller flå det, før de sidste krampetrækninger er ebbet ud.
Kritikken af halalslagtning har gået på, at dyrene ikke bedøves før slagtningen, og ifølge kritikkerne skulle gøre det inhumant. Muslimer hævder selv, at denne slagtemetode er mere ren og mere skånsom mod dyrene end vestlige slagtemetoder. Muslimer henviser tit til forsøg foretaget på Den Veterinære Højskole i Hannover der viste, at bedøvelse med boltpistol forud for slagtning skulle være mere smertefuld for dyrene end halalslagtningen. Disse undersøgelser er 50 år gamle og er tilbagevist i flere rapporter. Senest en videnskabelig rapport, betalt af EU . I 1980'erne tillod imamer fra Islamisk Kulturcenter i København, at dyr kunne bedøves med ikke penetrerende boltpistol inden slagtning. Så kød fra danske slagterier, der sælges som "Halal" er slagtet på vilkår, der svarer til den almindelige slagtning. Forskellen er et bidrag Arkiveret 6. september 2017 hos  Wayback Machine til en Islamisk organisation, en bøn, og så måden man foretager halssnittet på. Sidstnævnte kan give et problem. da det at skære pulsåre, spiserør og luftrør over, giver større risiko for forurening af kødet. Netop pga. forureningsrisikoen er det tværlagte halssnit forbudt i alle andre slagtninger end rituelle slagtninger.
Der er fire hovedproblemer for muslimer, der bor i ikke-muslimske lande.
- Det første er at finde spisesteder eller handlende, der sælger halal-slagtet kød - I Danmark er sansynligheden for at kødet på et restaurant er halalslagtet dog stor. Men pga EU regler, fraråder fødevareorganisationerne deres producenter i Danmark at mærke halalslagtet kød, hvilket er en ulempe både for der ønsker at tilvælge, og dem der ønsker at fravælge halalkød.
- Det andet er tilstedeværelsen af svinekød i samme butikker som sælger halal-slagtet kød. Da muslimer ikke køber det kød, kan det skabe bekymring, at den samme kniv har været anvendt til både svinekød og det halalslagtede kød.
- Det tredje er den udbredte brug af alkohol i flere retter. Det gælder især på restauranter, men også visse færdigretter kan indeholde alkohol.
- Endelig bliver mange fødevarer tilsat stoffer, der kan være udvundet af svin.

Dyr skudt på jagt er halal med mindre det ikke er tilladt at spise. Man tilråder dog de muslimske jægere at såre dyret, fremfor at dræbe det i første skud, for at give muligheden for at sige en bøn mens halsen skæres over.

## Halal og kosher
Der er flere sammenhænge mellem halal- og kosher-fødevarer. Svinekød er hverken tilladt i islam eller jødedommen. Der er specifikke forskrifter som bønner før selve slagtningen, begge forbyder indtagelsen af blod og det jødiske slagteritual schæchtning er nært beslægtet med halalslagtning.
Der er også væsentlige forskelle. Indtagelsen af alkohol er ikke halal, mens kashrut ("at holde kosher") tillader moderat indtagelse af alkohol. Der findes derfor regler for kosher vinbrygning. Langt de fleste havdyr regnes for halal, mens kashrut forbyder indtagelse af skaldyr, bløddyr og visse fiskearter. Kashrut forbyder enhver sammenblanding af mælke- og kødprodukter, mens det i islam er halal.
Koranens vers 5:5 erklærer, at fødevarer fra "Bogens folk" (de der har modtaget hellige skrifter: jøder, kristne og muslimer) kan betragtes som halal. Mange opfatter det som tegn på, at fødevarereglerne i islam er så tæt beslægtet med fødevarereglerne i jødedommen, at muslimer kan spise kosherkød, hvis der ikke er halalkød. Kosher-fødevarer, der indeholder alkohol, er dog stadig haram. Jødedommen accepterer ikke halalkød som et alternativ til kosherkød.

## Halalslagtning i Danmark
Ifølge dansk lov om slagtning og aflivning af dyr, skal de bedøves inden de slagtes. De må ikke være ved bevidsthed, når de slagtes. Altså stammer det danske halalkød fra dyr, der er bedøvet forud for slagtningen.
Men en stor del af det importerede oksekød, der er i handelen, er slagtet uden bedøvelse. Der er i Danmark ikke krav om mærkning af slagtemetode på kød. Det medfører, at meget af det importerede kød er slagtet uden bedøvelse på trods af, at det end ikke er mærket som halalslagtet 
En udførlig upartisk rapport betalt af EU blev færdig i 2010. Den konkluderer, at halalslagtning uden bedøvelse medfører betydelig smerte for dyr i op til fire minutter. Selv den type semihalalslagtning, man bruger i nogle lande, hvor man bedøver umiddelbart efter halssnittet, påfører dyret betydelig smerter. Desuden fastslår rapporten, at afblødningen af dyret, er den samme om dyret er bedøvet før slagtning eller ej.
I mange EU-lande er det meget almindeligt at slagte uden bedøvelse. I Danmark var det tilladt at slagte rituelt uden bedøvelse indtil 2014, men det skulle anmeldes til veterinærmyndighederne først. I dag er det forbudt, til stor forargelse for nogle muslimer og jøder i Danmark.
I Belgien gælder det 75 procent af køerne, i Frankrig 41 procent og i Irland, som er et af de lande vi importerer mest oksekød fra, er det 34 procent. Det viser nye tal fra EU-Kommissionen.
Birte Broberg fra Fødevarestyrelsen siger, at bedøvelsen gør en stor forskel fra det øjeblik halsen bliver skåret over på dyret. Dyrene er ved bevidsthed og føler målbar smerte i op til fire minutter.
Ifølge Danish Meat Association er slagtemetoden af fjerkræ nøjagtig den samme, uanset om det er halal eller ej. De slår fast, at det er en misforståelse, at fjerkræ ikke skulle blive bedøvet inden slagtningen. Det ville være et brud på lovgivningen. Der er dog problemer med den bedøvelse som halalorganisationerne kræver. Der er kommet nyere og mere dyrevenlige bedøvelsesmetoder, men disse metoder kan ikke halalgodkendes. Disse metoder stresser fuglene meget mindre. Flere og flere slagterier er begyndt at slagte fjerkræ ikke-halal, og efterspørgslen på ikke-halalvarer, har også fået den danske import at fjerkræ til at stige.
På landets største lammeslagteri ved Søndersø på Fyn, der var ejet af Dansk Lam, blev dyrene halalslagtet under fuld bedøvelse.. Dette slagteri blev dog lukket af fødevarestyrelsen pga. dyremishandling og dårlig hygiejne.